# Plougastel-Daoulas
Plougastel-Daoulas (tiếng Breton: Plougastell-Daoulaz) là một xã của tỉnh Finistère, thuộc vùng Bretagne, miền tây bắc Pháp.

## Dân số
Người dân ở Plougastel-Daoulas được gọi là Plougastels.